# Lekka Brygada Transportowa
Lekka Brygada Transportowa (chorw. Laki Prijevozni Zdrug, wł. Legione Croata Autotransportabile) – związek taktyczny złożony z Chorwatów wchodzący w skład Włoskich Wojsk w Rosji podczas II wojny światowej.
W lipcu 1941 r. doszło do spotkania włoskiego generała Antonio Oxilio z Ante Paveliciem, przywódcą Niepodległego Państwa Chorwackiego (NDH), podczas którego Włoch przedstawił koncepcję sformowania z Chorwatów jednostki wojskowej do służby na froncie wschodnim. A. Pavelić, chociaż niezbyt zadowolony z tej propozycji, ostatecznie zgodził się na nią. W rezultacie 26 czerwca dowództwo Sił Zbrojnych NDH wydało odpowiednie rozkazy. Większość żołnierzy tworzonej Brygady pochodziła z ochotniczego batalionu, który był przygotowywany jako uzupełnienie dla 369 Pułku Piechoty, służącego na froncie wschodnim w składzie Wehrmachtu. Brygada osiągnęła ostatecznie stan ponad 1200 ludzi i składała się z trzech kompanii piechoty, kompanii karabinów maszynowych, kompanii moździerzy (81 mm), kompanii przeciwpancernej i baterii artylerii (działa 65 mm). Na jej czele stał chorwacki oficer, płk Egon Žitnik. W Varaždinie chorwaccy żołnierze przeszli przeszkolenie wojskowe, oczekując na przydzielenie do włoskich sił ekspedycyjnych. W międzyczasie byli używani do oczyszczania Kordunu, Banoviny i Bosanskiej krajiny z ukrywających się po lasach b. żołnierzy jugosłowiańskich i band rabunkowych. 17 grudnia Brygada została przetransportowana do Włoch, gdzie dostała pełne wyposażenie i uzbrojenie, a następnie przeszła 3-miesięczne intensywne szkolenie. Na koniec wizytowali ją gen. Ugo Cavallerio z włoskiego Sztabu Głównego i minister obrony NDH, marszałek Slavko Kvaternik. Chorwaci złożyli przysięgę na wierność Włoch, Benito Mussoliniego i króla Włoch oraz NDH i poglavnika A. Pavelicia.
16 kwietnia 1942 r. Brygada we włoskich mundurach przybyła na front wschodni nad Don, gdzie przydzielono ją do 3 Szybkiej Dywizji Piechoty Zmotoryzowanej „Principe Amedeo Duca D’Aosta” pod dowództwem gen. Ettore de Blasio. Jej pierwsze starcie z Armią Czerwoną miało miejsce 11 maja w okolicy miejscowości Pierwomajska. W ciągu następnych 10 miesięcy Chorwaci walczyli w rejonie miejscowości Stokowo – Greko-Timofiejewka – Weseli – Nikitowo. 11 lipca zostali przeniesieni do włoskiego XXXV Korpusu. Następnie Brygada brała udział w natarciu wojsk włoskich, walcząc pod Władimirowką, Krasną Polaną i Fiodorowką. 28 lipca przekroczyła rzekę Don w Lubanskoje. 25 sierpnia na jej pozycje spadł sowiecki kontratak, powodując duże straty. Chorwaci utrzymali jednak swoje linie. Za te walki Brygada została udekorowana przez dowódcę XXXV Korpusu, gen. Francesco Zingalesa, włoskim odznaczeniem „Sul Campo”. 19 grudnia na jej pozycje w rejonie miejscowości Kasanskaja (w połowie drogi między Stalingradem i Woroneżem) Sowieci przypuścili potężne uderzenie. Ciężkie walki trwały do 21 grudnia i zakończyły się całkowitym zniszczeniem Brygady.